# Technisches Schulzentrum Heilbronn

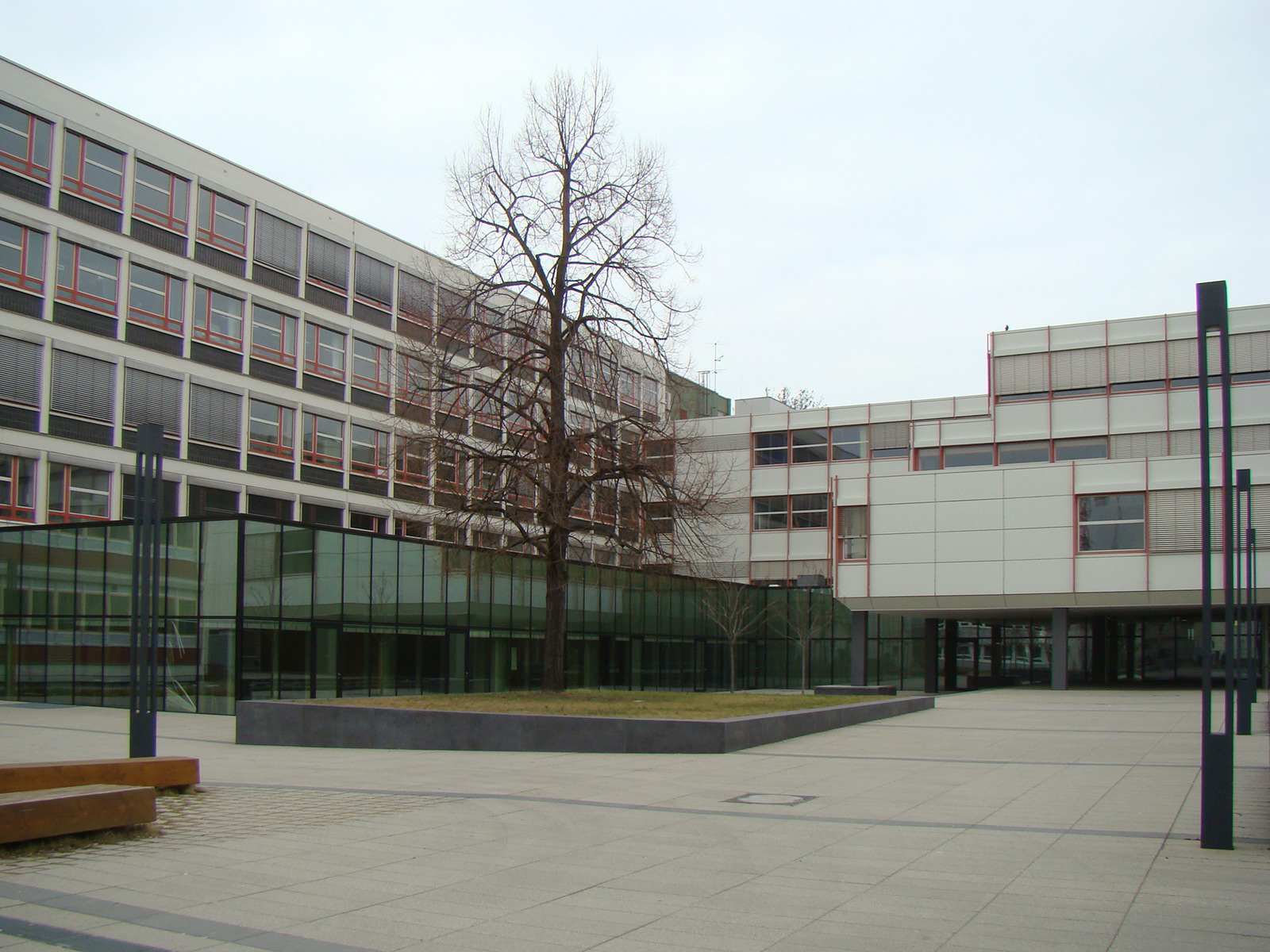
Technisches Schulzentrum Heilbronn

Das Technische Schulzentrum in Heilbronn, bestehend aus der Wilhelm-Maybach-Schule und der Johann-Jakob-Widmann-Schule, ist eines der bedeutendsten Berufsschulzentren in Baden-Württemberg, dessen Wurzeln bis in die Mitte des 19. Jahrhunderts zurückreichen. Mit der gleichartigen Schule in Stuttgart zählte die Heilbronner gewerbliche Fortbildungsschule 1854 zu den ersten beiden Schulen dieses Typs in Württemberg. Sie war über mehrere Jahrzehnte mit bis zu 3800 Schülern die größte Berufsschule Württembergs. Nach dem Bezug eines neuen Schulkomplexes an der Heilbronner Paulinenstraße wurde die Schule 1956 in zwei selbstständige Schulen aufgeteilt. 1973 erhielt die Gewerbeschule I den Namen des in Heilbronn geborenen Wilhelm Maybach, während die Gewerbeschule II nach dem Heilbronner Industriepionier Johann Jakob Widmann benannt wurde. Beide Schulen wurden im Schuljahr 2002/2003 von zusammen knapp 5300 Schülern besucht.

## Geschichte

### Anfänge der Gewerbeschulen in Württemberg
Ab 1739 war in Württemberg der Besuch von Sonntagsschulen Pflicht. Um 1760 entstanden neben den religiösen Sonntagsschulen auch erste beruflich orientierte Sonntagsschulen, um 1780 Armen- und Industrieschulen, die nach 1800 intensiv ausgebaut wurden. 1825 erging eine Aufforderung an alle größeren württembergischen Gemeinden, Sonntagsgewerbeschulen einzurichten. Der Besuch einer solchen freiwilligen Schule befreite ab 1836 von der Pflicht, eine sonstige Sonntagsschule zu besuchen.
In Heilbronn gingen erste Anregungen zur Errichtung einer Gewerbeschule von dem Lehrer und späteren Rektor des Karlsgymnasiums, Heinrich Christian Kapff (1794–1844), aus. Bereits 1834 forderte er in einer Denkschrift die „Einrichtung von Real- und Gewerbe-Schulen in den Provinzialstädten Württembergs mit besonderer Rücksicht auf Heilbronn“. Kapff stand jedoch noch auf einsamem Posten, da seine Kollegen am Karlsgymnasium seinen Ideen skeptisch gegenüberstanden. Der Heilbronner Fabrikant Georg Peter Bruckmann stiftete 1842 die stattliche Summe von 10.000 Gulden für eine Zeichen- und Modellierklasse an einer damals bereits bestehenden Sonntagsgewerbeschule. 1846 richtete er eine eigene Zeichen- und Modellierschule ein, in der er insbesondere kunstbegabten Nachwuchs für die Silberwarenfabrik Peter Bruckmann & Söhne ausbilden wollte.
Nachdem 1853 eine Empfehlung zur Umwandlung der Sonntagsgewerbeschulen in gewerbliche Fortbildungsschulen ergangen war, wurden vor allem auf Betreiben von Ferdinand von Steinbeis im Jahr 1854 in Heilbronn und Stuttgart die ersten solchen Schulen errichtet, deren Zahl bis zum Folgejahr auf 55 anwuchs. Die Bruckmannsche Zeichenschule ging in der Heilbronner gewerblichen Fortbildungsschule auf, die in vier verschiedenen städtischen Gebäuden, hauptsächlich im Bereich des früheren Franziskanerklosters am Hafenmarkt untergebracht war. Dort befanden sich auch weitere Heilbronner Schulen, so dass die Raumnot bereits 1871 zum Beschluss eines Neubaus für Realanstalt und Gewerbeschule führte.

### Eigene Räumlichkeiten in der Jägerstraße
Der Baubeginn und die Bauzeit des Neubaus zogen sich hin, so dass die Heilbronner Gewerbeschule erst 1889 eigene Fachräume und Werkstätten in der Heilbronner Realanstalt (heute: Robert-Mayer-Gymnasium) in der Jägerstraße (heute: Bismarckstraße) erhielt. Die Gewerbeschule belegte den von der Jägerstraße aus rechts gelegenen Flügel des für damalige Verhältnisse äußerst modernen Gebäudes. Sie erstreckte sich über drei Etagen und hatte einige Zeichensäle und Technikräume. 1899 wurden technische und kaufmännische Schule getrennt. Im Jahr 1906 führte die Stadt Heilbronn drei Jahre vor der gesetzlichen Verpflichtung die Tagespflichtschule für Lehrlinge und Arbeiter unter 18 Jahren ein.
1937 wurden die Gewerbeschulen in Berufsschulen umbenannt. Einen Aufschwung erfuhr der Berufsschulstandort Heilbronn damals zusätzlich durch die Einrichtung einer Meisterschule mit Internat. Eine weitere solche Einrichtung bestand in Württemberg außer in Heilbronn lediglich noch in Ulm. Mit über 2000 Schülern war die gewerbliche Berufsschule die größte ihrer Art in Württemberg.
Der Zweite Weltkrieg behinderte ab 1942 den Betrieb der Berufsschule stark, da Schüler und Lehrer entweder zum Kriegsdienst eingezogen oder in der Erntehilfe oder Rüstungsproduktion verpflichtet wurden. Außerdem wurden beim Luftangriff auf Heilbronn am 4. Dezember 1944 die meisten Heilbronner Schulgebäude zerstört.
In provisorischen Unterkünften, u. a. in der Schuhfabrik Wolko, begann im Februar 1946 wieder der Berufsschulunterricht für 1600 Schüler in 62 Klassen. 1947 wurde der Kaiser Otto in der Happelstraße, vormals ein Wirtschaftsgebäude der Lebensmittelfabrikanten Otto & Kaiser, danach ab 1932 im Besitz des Lebensmittelherstellers Knorr, zum Schulgebäude für die Gewerbeschule umgebaut. 1949 wurden rund 3300 Berufsschüler in den verschiedensten Unterkünften in Heilbronn unterrichtet, neben den vorgenannten Gebäuden u. a. auch in der Heilbronner Jugendherberge, in der ehemaligen Frauenarbeitsschule Böckingen und im Stadttheater.

### Bau der Gewerbeschule an der Paulinenstraße

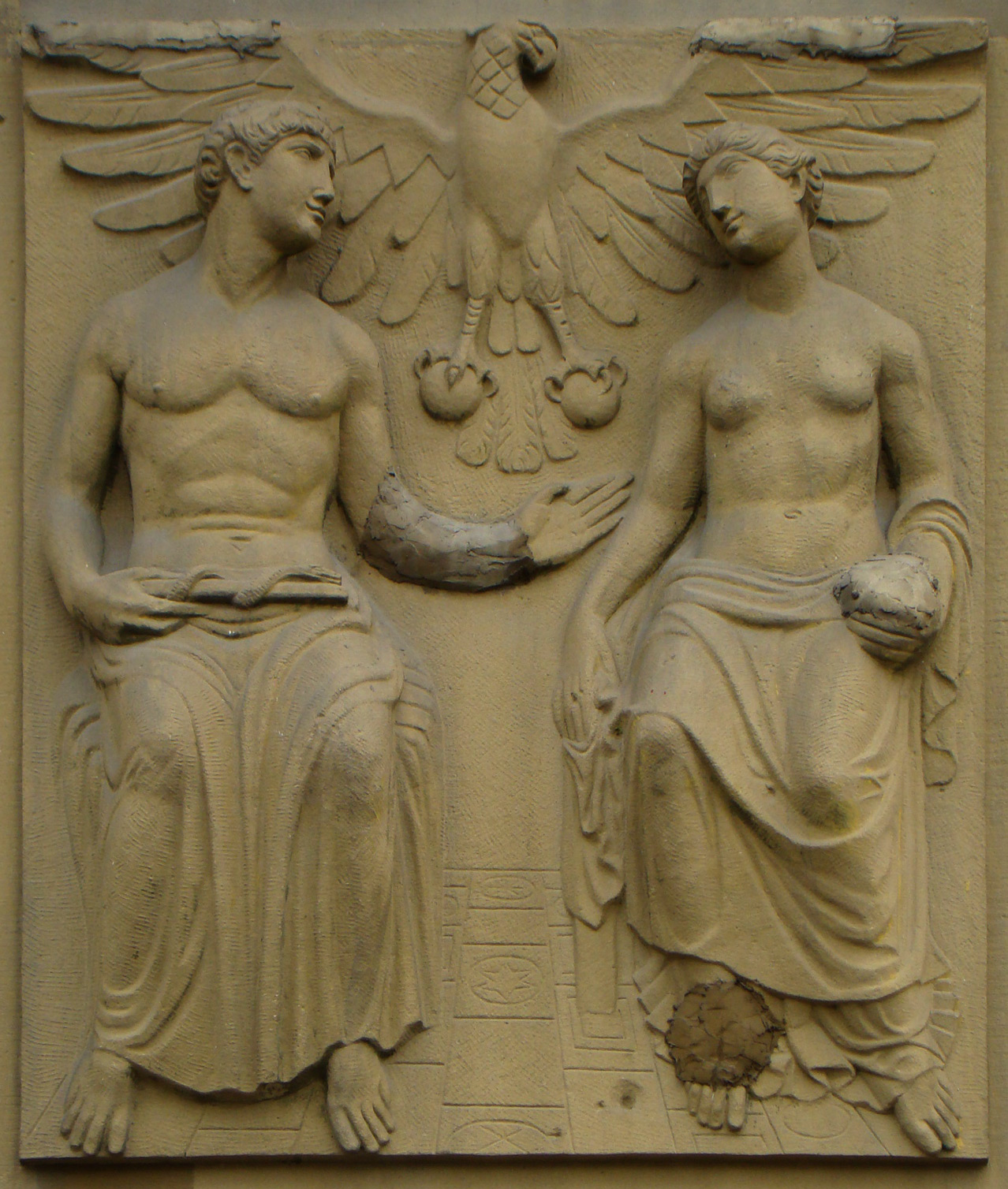
Relief an der Fassade des ehemaligen Krankenhaus-Kesselhauses

1951 fand ein Architektenwettbewerb zum Neubau einer Gewerbeschule auf dem früheren Gelände des im Zweiten Weltkrieg zerstörten städtischen Krankenhauses in der Heilbronner Paulinenstraße statt. Der Heilbronner Architekt Rudolf Gabel, der auch anderweitig beim Wiederaufbau von Heilbronn mitwirkte, belegte den Ersten Platz. Der Gemeinderat entschloss sich 1952 zur Ausführung des auf den dritten Platz gekommenen Entwurfs der Architekten Rudolf Baer (Heilbronn), Siegfried Hieber und Rudibert Pfund (Bad Cannstatt). Die Architektengemeinschaft übernahm auch die Bauleitung. Der 6,7 Mio. DM teure Neubau wurde im Januar 1953 begonnen und 1955 bezogen. Er galt als größte und modernste gewerbliche Schule in Baden-Württemberg. Ein Teil der Bausumme war auch für Kunst am Bau vorgesehen. Wandschmuck besorgten u. a. Peter Jakob Schober aus Billensbach, Hans Epple aus Flein, Hannelore Busse aus Jagstfeld, Margot Frank aus Stuttgart und Paul Wanner aus Aalen. Der Brunnen im Pausenhof wurde von Fritz Melis ausgeführt. Vom ehemaligen Krankenhaus blieb lediglich das Kesselhaus an der Pestalozzistraße erhalten, dessen Fassade trotz späterer Umbauten bis in die Gegenwart noch durch ein historisches Relief kenntlich ist.
Die Schule wurde in die Fachrichtungen Metall- und Elektroberufe, Nichtmetall- und Bauberufe eingeteilt.

### Aufteilung in zwei Gewerbeschulen
1956 war die Schule mit 3800 Schülern weiterhin die größte Gewerbeschule in Württemberg und wurde in zwei selbstständige Schulen eingeteilt:
- Gewerbliche Berufsschule I und Fachschule: Bau, Metall, Baumetall, Elektro, Holz, Maler
- Gewerbliche Berufsschule II: Gesundheitsdienst, Körperpflege, Nahrung, Papier und Druck, Textil und Leder, sonstige Lehrberufe

1958 erfolgte eine Neuordnung der beiden gewerblichen Schulen, wobei in der Gewerblichen Fachschule I die Metallberufe sowie einjährige Elektro- und Baumetallberufe verblieben, während alle anderen Berufe der Gewerblichen Schule II zugeschlagen wurden. Bis in die späten 1960er Jahre kamen Tagestechnikerkurse, Berufsaufbauschule, einjährige Berufsfachschule für Radio- und Fernsehtechniker, für Metalltechnik und Elektrotechnik, zweijährige Berufsfachschule und Technisches Gymnasium hinzu.
Bis zum Jahr 1961 machten sich die geburtenschwachen Jahrgänge der letzten Kriegsjahre bemerkbar, so dass die Schule in jenem Jahr nur von weniger als 3000 Schülern besucht wurde. Anschließend stiegen die Schülerzahlen wegen der nachfolgenden geburtenstarken Jahrgänge und des Wachstums der Bevölkerung sehr stark an. 1962 besuchten 3681 Schüler die Schule, zuzüglich 400 weiterer Besucher der Meisterschule und sonstiger Sondereinrichtungen. Durch weiterhin steigende Schülerzahlen herrschte um 1970 große Raumnot an den beiden gewerblichen Schulen, so dass verschiedene (teilweise bis 1990 bestehende) Behelfsunterkünfte im Stadtgebiet bezogen werden mussten.
1973 erhielten die gewerblichen Schulen neue Namen: Aus der Gewerblichen Schule I wurde die Wilhelm-Maybach-Schule, benannt nach dem in Heilbronn geborenen Konstrukteur Wilhelm Maybach, während die Gewerbliche Schule II den Namen Johann-Jakob-Widmann-Schule nach dem Heilbronner Industriepionier Johann Jakob Widmann erhielt. Ungefähr zur selben Zeit beschloss der Heilbronner Gemeinderat eine Erweiterung der Gebäude an der Paulinenstraße in zwei Bauabschnitten, die 1977 und 1979 fertiggestellt waren. Unterdessen waren an der Schule eine Technikerschule Elektrotechnik und eine Akademie für Betriebsmanagement Kfz-Technik hinzugekommen. 1983 wurden die Schulgebäude in einem dritten Bauabschnitt, vor allem durch den Umbau des Kesselhauses, um weitere Werkstätten erweitert, anschließend wurden die bereits 1955 bezogenen und inzwischen in die Jahre gekommenen Gebäudeteile renoviert. Insgesamt betrugen die Erweiterungs- und Modernisierungskosten rund 125 Mio. DM.
Seit 1980 wurde das Profil der Schule um ein einjähriges Berufskolleg zum Erwerb der Fachhochschulreife, ein Berufsvorbereitungsjahr, ein dreijähriges Berufskolleg in Teilzeitform mit Fachrichtung Kfz-Technik sowie um Gestaltungs- und Medientechnik und Informationstechnik am Technischen Gymnasium ergänzt.
2002/2003 hatte die Wilhelm-Maybach-Schule 2670 Schüler (davon 1680 in Teilzeit und 960 in Vollzeit). Die im selben Gebäudekomplex untergebrachte Johann-Jakob-Widmann-Schule hatte 2601 Schüler.
Als der Landkreis Heilbronn die Peter-Bruckmann-Schule in Heilbronn (gegenüber der Theresienwiese, auf dem ehem. Schlachthof-Gelände) gebaut hatte, wurden von der J.-J.-Widmann-Schule die Berufsfelder Gesundheit und Nahrung an diese abgegeben.
Es erfolgte auch der Neubau einer Mensa, wo die Schüler ein Mittagessen erhalten können.
2011/2012 wurde an der Johann-Jakob-Widmann-Schule das Technische Gymnasium mit dem Profil Umwelttechnik eingeführt.

## Wahrzeichen

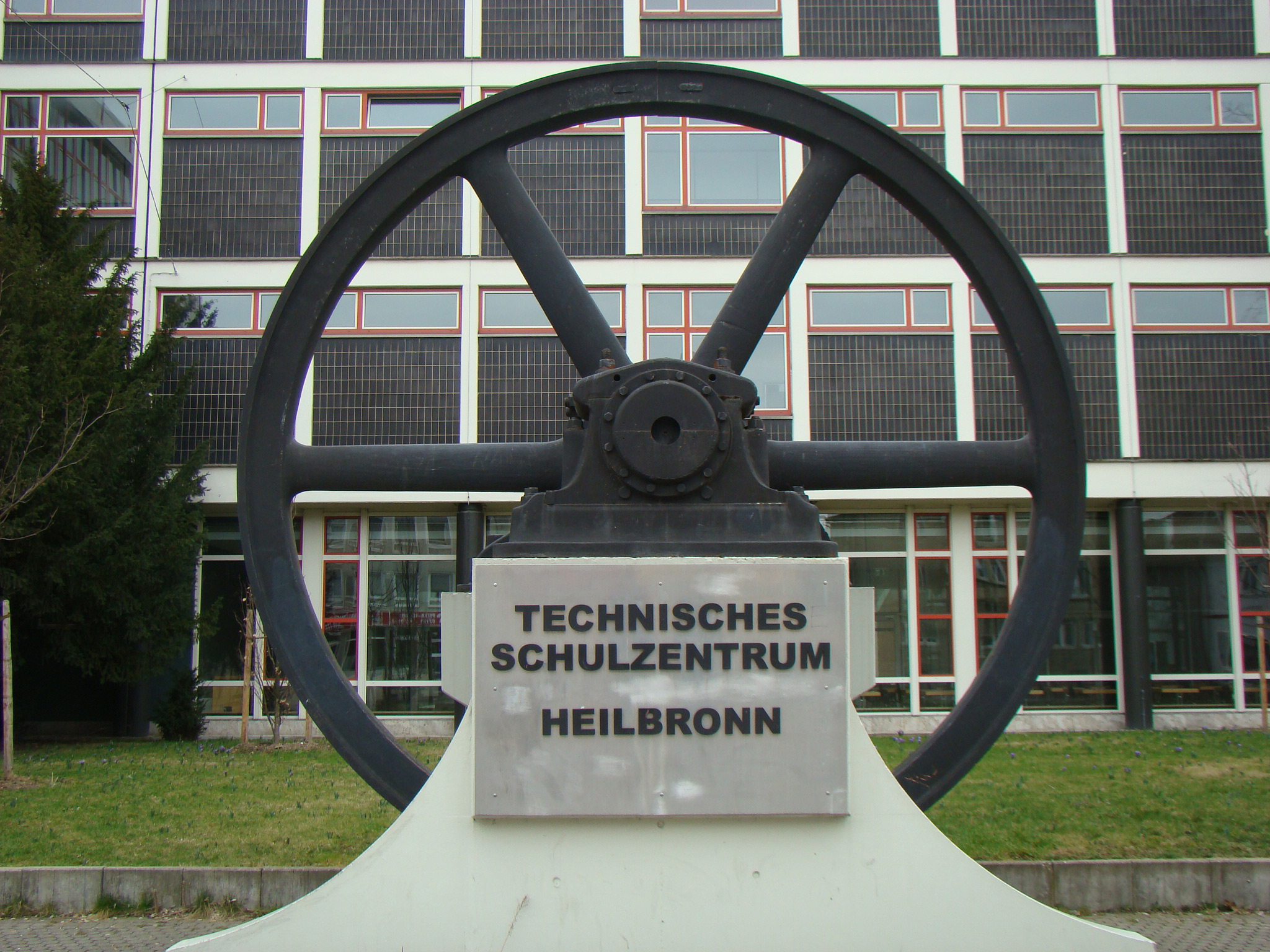
Das historische Schwungrad an der Paulinenstraße ist das Wahrzeichen des Technischen Schulzentrums

Das Wahrzeichen des Technischen Schulzentrums ist ein historisches Schwungrad von 1917, das aus einem von einer Kolbendampfmaschine angetriebenen Gaskompressor stammt. Das vom Heilbronner Werk des Unternehmens Kali Chemie gestiftete Schwungrad wurde im September 1983 vor dem Gebäude längs der Paulinenstraße aufgestellt.

## Anreise
Unmittelbar vor dem Schulzentrum befindet sich seit einigen Jahren die Haltestelle Technisches Schulzentrum der Stadtbahn Heilbronn.